# Velika sjenica
Velika sjenica (lat. Parus major) mala je ptica iz porodice sjenica (lat. Paridae). Široko je rasprostranjena i uobičajena vrsta diljem Europe, Bliskog istoka, središnje Azije i istočno preko Palearktika do rijeke Amur, južno do dijelova Sjeverne Afrike gdje uglavnom obitava u svim vrstama šuma; većina velikih sjenica ne migrira osim u izrazito oštrim zimama.
Velika sjenica prepoznatljiva je ptica crne glave i vrata, istaknutih bijelih obraza, maslinastog plašta i žutog trbuha. Ljeti je pretežno kukcojed, ali u zimskim mjesecima konzumira širi raspon hrane, uključujući male šišmiše koji hiberniraju. Kao i sve sjenice, gnijezdi se u šupljinama, obično u rupi u drvetu. Ženka snese oko 12 jaja i inkubira ih sama, iako oba roditelja prehranjuju ptiće. Gnijezda mogu napadati djetlići, vjeverice i lasice, a odrasle jedinke može loviti kobac. Velika sjenica dobro se prilagodila ljudskim promjenama u okolišu i uobičajena je i poznata ptica u gradskim parkovima te vrtovima. Također je važna i proučavana vrsta u ornitologiji.

### Podvrste
Trenutno postoji 15 priznatih podvrsta velike sjenice.
- P. m. newtoni (Pražák, 1894.),[3] Britansko otočje
- P. m. major, (Linnaeus, 1758.), veći dio Europe, Mala Azija, sjeverni i istočni Kazahstan, južni Sibir i sjeverna Mongolija
- P. m. excelsus, (Buvry, 1857.), sjeverozapadna Afrika
- P. m. corsus,  (Kleinschmidt, 1903.), Portugal, južna Španjolska i Korzika
- P. m. mallorcae, (von Jordans, 1913.), Baleari
- P. m. ecki, (von Jordans, 1970.), Sardinija
- P. m. niethammeri, (von Jordans, 1970.), Kreta
- P. m. aphrodite, (Madarász, 1901.), južna Italija, južna Grčka, Cipar i Egejski otoci
- P. m. terrasanctae, (Hartert, 1910.), Libanon, Izrael, Jordan i Sirija
- P. m. karelini, (Zarudny, 1910.), jugoistočni Azerbajdžan i sjeverozapadni Iran.
- P. m. blandfordi, (Pražák, 1894.),[3] Iran
- P. m. bokharensis, (Lichtenstein, 1823.), južni Kazahstan, Uzbekistan, Turkmenistan i krajnji sjever Irana i Afganistana
- P. m. turkestanicus, (Zarudny & Loudon, 1905.), od istočnog Kazahstana do krajnjeg sjeverozapada Kine i zapadne Mongolije
- P. m. ferghanensis, (Buturlin, 1912.), Tadžikistan i Kirgistan
- P. m. kapustini, (Portenko, 1954.), od sjeverozapadne Kine do Mongolije i Sibira[4]

## Opis
Duljina tijela iznosi od 13,5 do 15 cm. Velika sjenica ima karakterističan izgled koji ju čini lakom za prepoznavanje. Ima plavkasto-crnu glavu, crni vrat, grlo, prsa i glavu te bijele obraze. Prsa su svijetložute boje i njima prolazi široka crna središnja pruga. Rep je plavkasto-siv s bijelim vanjskim vrhovima. Perje ženke slično je perju mužjaka, ali se razlikuje po tome što su boje manje izražene i općenito bljeđe, a linija koja se spušta niz trbuh uža je i ponekad prekinuta. Mlade ptice su obojene poput ženki, osim što imaju zagasito maslinastosmeđe potiljke i vratove, sivkaste stražnjice i sivlje repove, s manje izraženim bijelim vrhovima.

## Rasprostranjenost, kretanje i stanište
Velika sjenica je široko rasprostranjena u većem dijelu Euroazije. U Europi nije prisutna jedino na Islandu i u sjevernoj Skandinaviji. U sjevernoj Africi živi u Maroku, Alžiru i Tunisu. Također se javlja na Bliskom istoku i u dijelovima središnje Azije od sjevernog Irana i Afganistana do Mongolije, kao i diljem sjeverne Azije od Urala pa sve do sjeverne Kine i doline rijeke Amur.
Velika sjenica obitava u nizu staništa. Najčešće živi u listopadnim šumama, mješovitim šumama, rubovima šuma i vrtovima. U gustim šumama, uključujući crnogorične šume, preferira šumske čistine. U sjevernom Sibiru živi u tajgi. U sjevernoj Africi radije obitava u hrastovim šumama, kao i u nasadima atlaskog cedra, pa čak i u šumarcima palmi.
Velika sjenica uglavnom nije selica. Parovi će obično ostati u blizini ili na jednom području tijekom cijele godine, čak i u sjevernijim predjelima. Mlade ptice odlaze s područja svojih roditelja, ali obično ne daleko. 
Tijekom posebno loših ili oštrih zima, velike sjenice mogu se u grupama do tisuću ptica preseliti iz sjevernih u južnije krajeve.

## Ponašanje

### Ishrana
Velike sjenice ljeti su prvenstveno kukcojedi, hraneći se kukcima i paucima. Njihov veći plijen beskralješnjaka uključuje žohare, skakavce i cvrčke, mrežokrilce, uholaže, mrave, muhe, pčele i ose, puževe te uši. Sjenice preferiraju hraniti svoje mlade gusjenicama bogatim proteinima.
U jesen i zimi, kada plijen insekata postaje sve rjeđi, velike sjenice svojoj prehrani dodaju bobičasto voće i sjemenke. Također često traže hranu na tlu.

### Parenje
Velike sjenice se monogamno razmnožavaju i uspostavljaju teritorije za razmnožavanje. Ti se teritoriji uspostavljaju krajem siječnja, a njihova obrana počinje u kasnu zimu ili rano proljeće.
Točno vrijeme razmnožavanja velikih sjenica ovisi o nizu čimbenika, a najvažnija je lokacija. U Europi sezona parenja obično počinje nakon ožujka. 
Velike sjenice gnijezde se u šupljinama, koje su obično unutar stabla, iako povremeno u zidu ili stijeni. Gnijezdo unutar šupljine gradi ženka, a sastoji se od biljnih vlakana, trava, mahovine, dlake, vune i perja. Jaja su bijela s crvenim mrljama. Ženka preuzima sve dužnosti inkubacije tijekom koje je hrani mužjak. Razdoblje inkubacije je između 12 i 15 dana.
Ptići se, kao i u svih sjenica, izlegu bez perja i slijepi. Zatiljak je žut i privlači pažnju roditelja svojom ultraljubičastom refleksijom. Ova mrlja postaje bijela nakon prvog mitarenja u dobi od dva mjeseca i smanjuje se u veličini kako ptica raste.

### Ekologija vrste
Kobac je grabežljiva ptica koja se hrani velikim sjenicama. Gnijezda velikih sjenica napadaju veliki djetlići. Ostali grabežljivci koji predstavljaju prijetnju jedinkama u gnijezdima uključuju alohtone sive vjeverice (u Britaniji) i lasice.